# Larchant
Larchant  es una comuna y población de Francia, en la región de Isla de Francia, departamento de Sena y Marne, en el distrito de Fontainebleau y cantón de La Chapelle-la-Reine.
No está integrada en ninguna Communauté de communes u organismo similar.

## Geografía
Larchant se encuentra en el parque natural Regional del Gâtinais Francés. El pueblo está situado en un sitio excepcional en el cual se inscribe su Historia. Su territorio es uno de los más vastos del Cantón de la-Chapelle-la-Reine y  se extiende por paisajes variados y originales, en los confines de Pays de Bière.
Al Oeste, la meseta del Gâtinais es una región de agricultura extensiva, de campos abiertos, rasos, en los que la capa de limo eólico ha favorizado el cultivo del trigo, pero también de avena y sobre todo de cebada, cuya calidad es reconocida, siendo importada por cervecerías de Europa del Norte. Al Este, la meseta es delimitada por un «golfo» que abriga en su depresión el pueblo de Larchant. La granja del Chapitre ocupa un lugar particular, en un promontorio de la meseta. Al Este, un apéndice del Bosque de Fontainebleau se prolonga hacia el valle del río Loing. En el corazón de esta depresión circular, se sitúa el pantano de Larchant, uno de los últimos grandes pantanos de Isla de Francia.

## Demografía
| 470 | 532 | 524 | 504 | 730 | 723 | 683 | 715 | 710 | 702 | 648 | 627 | 621 | 659 | 689 | 679 | 642 | 665 | 586 | 602 | 526 | 564 | 559 | 553 | 533 | 510 | 508 | 524 | 505 | 534 | 578 | 695 | 728 |
| Para los censos de 1962 a 1999 la población legal corresponde a la población sin duplicidades (Fuente: INSEE [Consultar]) |     |     |     |     |     |     |     |     |     |     |     |     |     |     |     |     |     |     |     |     |     |     |     |     |     |     |     |     |     |     |     |     |